# Bowsette

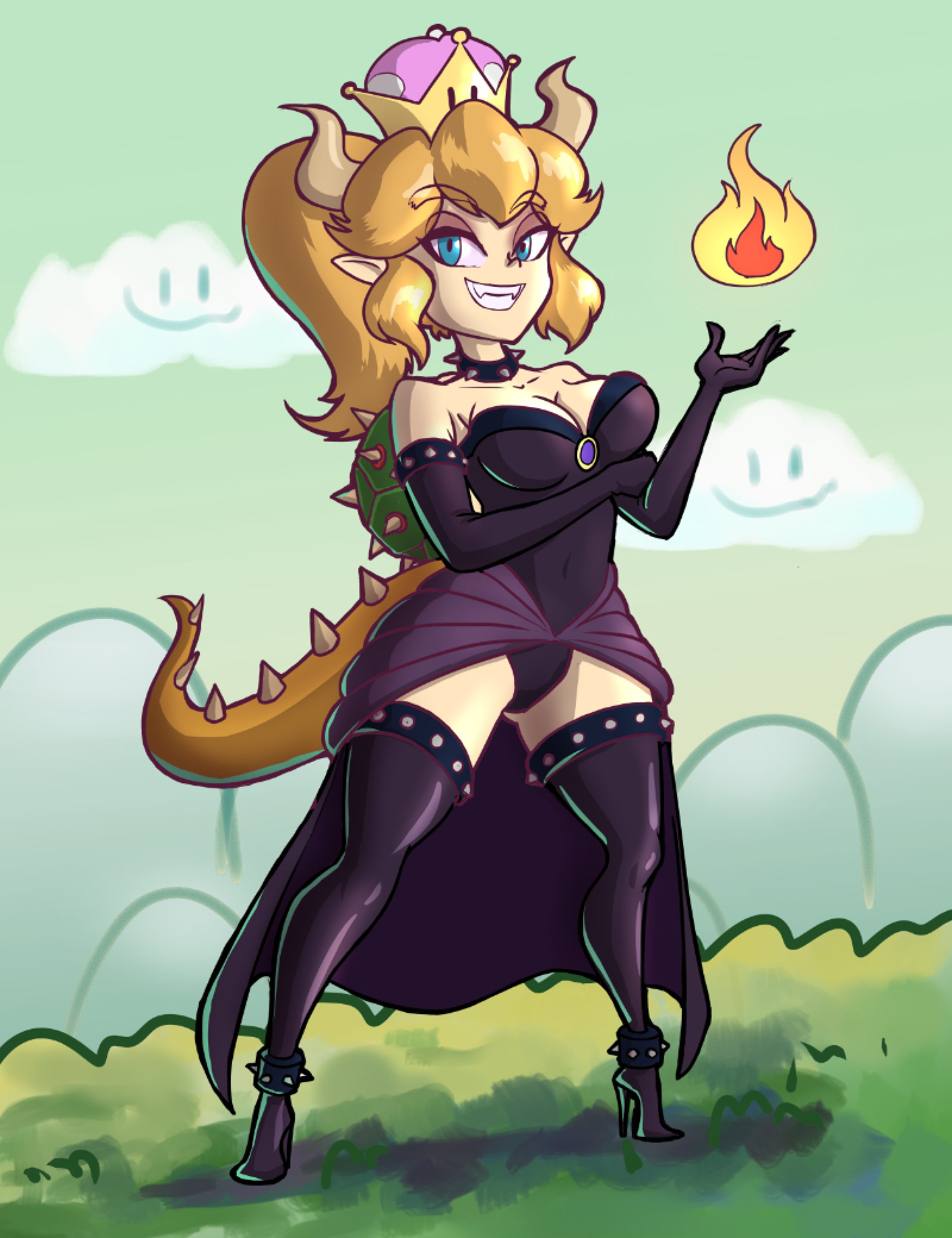
Algunas intepretaciones de aficionados del personaje agregan detalles al diseño de Bowser, como una cola puntiaguda

Bowsette ( /baʊˈzɛt/ ) o Koopa-hime (en japonés: クッパ姫, romanizado: Kuppa-hime, lit. 'Princesa Koopa') es un personaje ficticio hecho por fanáticos de la franquicia Mario. Se trata de una versión femenina de Bowser, combinada con la Princesa Peach, otro personaje de los juegos. El personaje fue creado originalmente el 19 de septiembre de 2018 por Ayyk92, un artista en línea de Malasia, como parte de una tira cómica que publicó en Twitter. Posteriormente, Bowsette se convirtió en un meme de Internet y ganó popularidad a nivel internacional, con hashtags relacionados en inglés y japonés que fueron tendencia en Twitter; varios artistas japoneses profesionales contribuyeron con sus propias interpretaciones del personaje en el sitio web.
Bowsette suele representarse como una mujer rubia con cuernos, colmillos, un collar de púas con brazaletes a juego y un vestido negro sin tirantes, que combina esencialmente a la Princesa Peach con elementos de la apariencia de Bowser. Los periodistas se dieron cuenta de la tendencia y se sorprendieron por su longevidad, atribuyéndola a varios aspectos, como la apariencia y el atractivo del personaje o el posible deseo de los fanáticos de sorprender a los administradores de las redes sociales de Nintendo. Si bien algunos notaron que gran parte del arte que generó era únicamente pornográfico, otros se apresuraron a enfatizar que algunos tenían un tono saludable. La rápida popularidad de Bowsette llevó a otros personajes creados por fanáticos en una línea similar en un corto período de tiempo, cada uno basado en un personaje existente de Nintendo. En Japón, surgieron preocupaciones sobre la legalidad de los personajes creados por fanáticos según la ley de derechos de autor de Japón.

## Historia

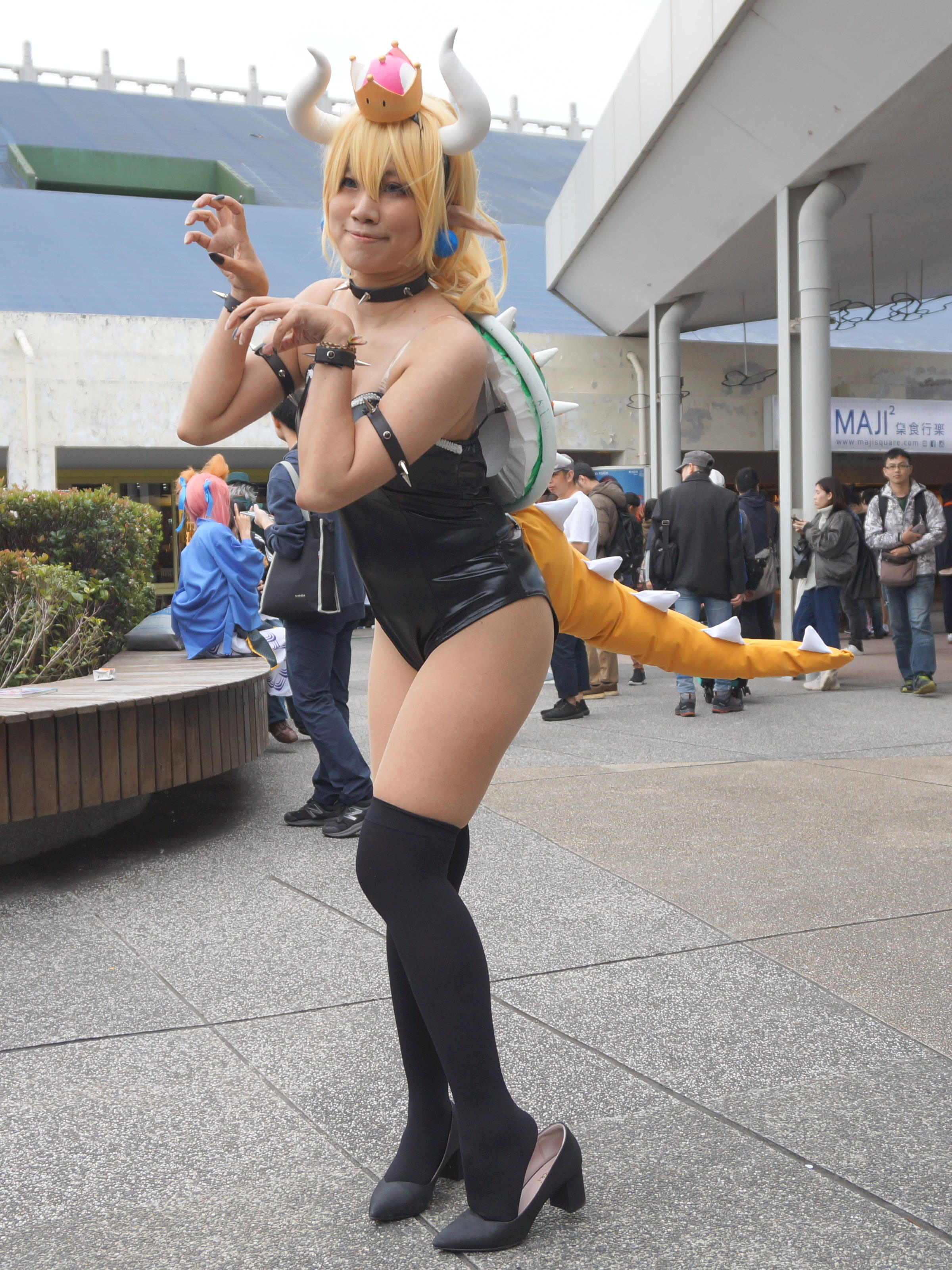
Cosplay de Bowsette

Creado por Nintendo en 1985, Super Mario es una larga serie de juegos de plataforma. La serie gira principalmente en torno al protagonista, Mario, y a otros personajes jugables, como su hermano Luigi, rescatando a la princesa secuestrada Peach del antagonista principal, Bowser. Conforme avanza el jugador, puede hallar objetos power-up que permiten que el personaje gane nuevas habilidades o formas. Durante una presentación Nintendo Direct en septiembre de 2018, Nintendo presentó un tráiler de su relanzamiento "deluxe" de New Super Mario Bros. U para el sistema Nintendo Switch, que presentaba su personaje Toadette como una nueva opción jugable, y un nuevo power-up exclusivo para ella, la Super Crown. La Super Crown transformaba a Toadette en "Peachette", una forma que se asemejaba a Princesa Peach, pero con el peinado de Toadette y otras características distintivas.
La revelación de Peachette llevó a especulaciones y teorías de fanes sobre como el ítem Super Crown operaba dentro del universo del juego. Poco después, el artista Ayyk92 publicó una historieta para fanes de cuatro paneles en DeviantArt y en Twitter con el subtítulo "La Super Crown es una nueva historia picante en Mario". En las viñetas, Mario y Bowser se muestran desanimados después de que sus propuestas de casamiento simultáneas con Peach son rechazadas, haciendo referencia al final de Super Mario Odyssey. Sin embargo, mientras Mario lo consuela, Bowser revela el power-up Super Crown, y en el último panel, los dos son mostrados paseando frente a Peach y Luigi, que estaban jugando tenis, con Bowser ahora transformado en un personaje femenino que se asemeja a Peach, pero con un vestido negro sin tirantes, colmillos, grandes cuernos proyectándose a los lados de la cabeza, un traje y el caparazón con pinchos de Bowser.

### Popularidad
Sin nombre en la historieta original, el personaje fue nombrado "Bowsette" por los aficionados que hablan inglés. Un hashtag relacionado rápidamente se popularizó en Twitter, acumulando más de 150 mil menciones y fanarts inmediatamente después, con algunas renderizaciones dando al personaje una piel más oscura y/o cabello pelirrojo como retorno al diseño original de Bowser. Pornhub y YouPorn relataron un aumento dramático en las búsquedas del personaje en sus sitios en 500 mil y 2.900% respectivamente, y a finales de 2018 era el noveno término más buscado en Pornhub, con 34,6 millones de búsquedas. El personaje también fue tendencia entre los usuarios japoneses de Twitter bajo el nombre Koopa-hime (traducido "Princesa Koopa"), con varios grandes artistas japoneses contribuyendo con su propio arte del personaje. Estos artistas incluían el diseñador de personajes de Street Fighter y Darkstalkers Akira Yasuda, el artista del manga One Punch-Man Yūsuke Murata, el creador de la serie Pop Team Epic Bkub Ōkawa y el creador de la serie Kobayashi-san Chi en el Maid Dragon Coolkyousinnjya. Un evento dedicado al personaje titulado "Crown Project" también fue planeado para el 27 de octubre, presentando fanarts, cosplays y cross-dressing. En 2018, la productora pornográfica Wood Rocket produjo la parodia pornográfica Wetter Than A Water Level: The Bowsette Porn Parody, con April El'Neil como Bowsette y Tommy Pistol como Mario.

## Recepción y legado
En su segmento en "Nintendo Voice Chat", varios escritores de IGN hablaron largamente sobre el fenómeno, con Brian Altano describiéndolo como "se esforzaron en algo e hicieron [...] una versión robusta o impura de algo que es históricamente conocido por ser puro," también atribuyendo su popularidad a la apariencia del personaje y cómo confundía a los empleados de redes sociales de Nintendo. Casey DeFreitas estuvo en desacuerdo, atribuyendo la popularidad del personaje a la tendencia de la "chica monstruo" en Japón, también enfatizando que varias de las historietas de fanes del personaje eran decentes, pero criticó el nombre por no seguir la convención de nomenclatura establecida por el nombre de Peachette. Gita Jackson, del blog Kotaku, observó la superabundancia de arte del personaje, afirmando que estaba "impresionada con la fuerza con que Bowsette se enraizó en el fandom de juegos electrónicos". En un video con Tim Rogers, ella añadió que nunca había visto una tendencia "llegar tan fuerte en Twitter", y observó su fuerte apoyo japonés para el personaje y el artista original. Alex Olney de Nintendo Life observó la longevidad de la tendencia, opinando que la justaposición de algo "osado y sexy" encajado en la narrativa de Nintendo era la razón por ella.
Don Nero de Esquire describió el personaje como inspirado en "dominatrix", proponiendo que el personaje podía ser visto como un símbolo positivo de empoderamiento femenino de manera similar a Samus Aran y Lara Croft, aunque reclamó que una gran parte del arte era "abiertamente masculino, llena de clichés terriblemente exagerados que hacen pensar en las muñecas sexuales de Dead or Alive Volleyball". Sam Machkovech, de Ars Technica, atribuyó parte de su popularidad a cómo el personaje difería de Peach, afirmando que el foco del fanart en una "figura más musculosa y menos esbelta [...] hace que Peach no se vea tan proporcional a Barbie." Nick Valdez, de ComicBook, describió el personaje como combinando "los elementos bonitos del diseño de Peach pero con más asperezas y la cola puntiaguda de Bowser, haciendo de la amálgama de los dos personajes una deliciosa tendencia artística para los fans", aunque también alertó sobre la naturaleza explícita de algunos de los fanarts. Ana Valens, de The Daily Dot, observó el gran atractivo del personaje, y también como es una figura identificable para las mujeres trans, afirmando: "Bowsette es exactamente como nos vemos: pasamos de criaturas que se odiaban a sí mismas y con género disfórico y nos transformamos en mujeres felices y confiadas".
La popularidad de Bowsette llevó a los fanes a explorar conceptos de otros personajes transformados por el power-up en figuras semejantes a Peach, incluyendo el personaje de Super Mario King Boo transformado en "Boosette" o "Booette", que también tuvo una gran cantidad de fanarts. Zachary Ryan de IGN observó que, con todas las obras de arte, esto pasó de ser el simple concepto de "¿y si Bowser fuera una chica?" Él añadió que "más artistas de lo que te imaginas flexionan los músculos," pudiendo mostrar obras similares que habían creado. Otros artistas, como el creador de Fairy Tail, Hiro Mashima, también contribuyeron con versiones cambiadas de género de sus personajes. Él recomendó precaución a los participantes de la tendencia para "tener cuidado para no causar problemas para poseedores de derechos de autor," y observó que si quería diseñar fanarts, necesitaba la aprobación de los editores. Otros medios de comunicación japoneses discutieron directamente la legalidad de estos personajes bajo la ley de derechos de autor, específicamente de Bowsette, y si ellos infringían los derechos de autor de Nintendo.
A pesar de las peticiones de los fanes para hacer el personaje oficial, Nintendo no comentó nada acerca del fenómeno, afirmando que "En relación a los dibujos y otras cosas enviadas por Internet, no tenemos ningún comentario." Sin embargo, el juego New Super Mario Bros. U Deluxe incluyó una nota diciendo que la Super Corona afectaría sólo a Toadette. Las publicaciones de juegos observaron una semejanza entre el personaje y un concepto no utilizado en Super Mario Odyssey mostrado en el libro de arte, donde Bowser asume el cuerpo de Peach de forma similar a la capacidad de captura de Mario en Odyssey heredando varias de sus características, cuestionando si la Nintendo iría a explorar más el concepto. Alex Olney afirmó que sería improbable que Nintendo añadiera el personaje a un juego en algún momento, aunque él esperaba ver a Nintendo interaccionar con la tendencia de alguna forma, diciendo: "Pienso que sería divertido ya que Nintendo está siendo mucho más divertido últimamente."
Newsweek y Know Your Meme nombraron a Bowsette uno de los "10 mejores memes de juegos electrónicos de 2018," afirmando que "La fandomización de Bowsette no solo era inevitable, sino obligatoria," y añadiendo que aunque las versiones anteriores de Bowser hembra existían, el diseño de Bowsette era "algo nuevo." The Daily Dot citó esto como un ejemplo de como "las personas aceptaron ponerse candentes en Twitter" en 2018, afirmando que "la propia naturaleza del meme — un villano masculino y poderoso convirtiéndose en una mujer fuerte y dominadora — fascinaba a los usuarios con fetiches de feminización y transformación", y que la apariencia no normativa del personaje aumentaba su atractivo, expresamente con mujeres queer. Metro nombró a Bowsette una de las "Top 12 historias de juegos electrónicos de 2018", llamándola "una vencedora fácil de la historia más improbable de videojuegos del año" y observando su popularidad tanto entre los fanes de Nintendo como en los resultados de investigación de pornografía en Internet: "Imagino que es mejor no preguntar." El meme también quedó en 16.º lugar en Twitter Trend Awards de Japón, ganando un "Steering Committee Special Award" debido a su rápido crecimiento. Ayyk92 luego recibió un trofeo físico de Pixiv y de Niconico por el premio.